# わが友ヒットラー
『わが友ヒットラー』（わがともヒットラー）は、三島由紀夫の戯曲。全3幕から成る。アドルフ・ヒトラーが政権を獲得した翌年に起こした突撃隊粛清（レーム事件）を元にした作品である。ヒトラーに厚い友情を抱いているナチスの私兵・突撃隊幕僚長のエルンスト・レームと、全体主義の移行のために「中道」姿勢を国民に見せておく必要から極右のレーム処分を考えるヒトラーとの対比を会話劇で描いている。私兵「楯の会」を率いていた三島が、レームに理想の人物像を重ね合わせている作品でもある。登場人物が男性4人だけなので、女性6人のみの『サド侯爵夫人』と対をなす作品となっている。なお、作者・三島による脚本読みの肉声録音が残っている。

## 発表経過
1968年（昭和43年）、文芸雑誌『文學界』12月号に掲載され、同年12月5日に新潮社から単行本刊行された。初演は翌年の1969年（昭和44年）1月18日、劇団浪曼劇場第1回公演として紀伊國屋ホールで上演された。
翻訳版は佐藤紘彰訳（英題：My Friend Hitler）、イタリア（伊題：Il mio amico Hitler）で行われている。

## 設定・主題
舞台は、1934年（昭和9年）6月30日夜半の「レーム事件」前後のベルリン首相官邸の大広間。登場人物は、アドルフ・ヒトラー、エルンスト・レーム、グレゴール・シュトラッサー、グスタフ・クルップの実在人物の男性4人のみ。第1幕と第2幕は事件数日前。終幕の第3幕は6月30日夜半。
突撃隊幕僚長・レームはあくまでヒトラーを友と信じる右翼軍人。社会主義者・シュトラッサーはナチス左派。エッセン重工業地帯の独占資本を象徴する鉄鋼会社社長・クルップはヒトラーにうまく取り入る死の商人として描かれる。
三島は、〈レームに私はもつとも感情移入して、日本的心情主義で彼の性格を塗り込めた〉と述べ、『わが友ヒットラー』の主題について、ヒットラーへの興味というよりも「レーム事件」が書きたかったとしている。
また、先行で発表された『サド侯爵夫人』（女性のみ6人の登場人物）を書いている時から、それと〈対をなす作品〉として男性のみの登場人物の作品を創作しようと考えていたとし、〈女らしさの極致〉の『サド侯爵夫人』の奥に、〈劇的論理の男性的厳格さ〉が隠され、〈男らしさの極致〉の『わが友ヒットラー』の背後に、〈甘いやさしい情念〉が秘められているとしている。

## 序説
時　一九三四年六月
　　　　　　　　　
　　　　　　　　　　　  所　ベルリン首相官邸
　　　　　　　　　　　　　　　　　　　　　　　　　　登場人物
　　　　　　　　　　　　　　　　　　　　　　　　　アドルフ・ヒットラー
　　　　　　　　　　　　　　　　　　　　　　　　　　エルンスト・レーム
　　　　　　　　　　　　　　　　　　　　　　　　グレゴール・シュトラーサー
　　　　　　　　　　　　　　　　　　　　　　　　　　グスタフ・クルップ

## あらすじ
第1幕 - 1934年6月。ベルリン首相官邸の大広間。奥にバルコニー。
前年に政権を獲得し首相となったナチス党党首・ヒットラーは聴衆を前に演説している。官邸に呼ばれた突撃隊幕僚長・レームとシュトラッサー、そして鉄鋼会社社長・クルップはそれぞれの思惑で演説の終わったヒットラーと対話する。
第2幕 - 翌朝。ベルリン首相官邸の大広間。
朝食後、ヒットラーは、レーム率いる突撃隊に長い休暇をとるように勧める。ヒットラーは、現大統領パウル・フォン・ヒンデンブルクが死んで自分が大統領になるまでの間、病気を装い休戦しろとレームに命じた。今や正規軍を指揮する立場にあるヒットラーは、ナチスの私兵の処分を考えていたのだった。そうとは知らないレームはヒットラーに厚い友情を抱き、「どんな時代になろうと、権力のもっとも深い実質は若者の筋肉だ。それを忘れるな。少なくともそれをお前のためにだけ保持し、お前のためにだけ使おうとしている一人の友のいることを忘れるな」と言い、その命令に同意して去る。
レームとの会話を盗み聞きし、ヒットラーの意図に気づいたクルップが現れ、君の暗い額にひらめいたのは「嵐の兆そのものだった」と褒め、ヒットラーを持ち上げる。
昨夜からヒットラーの心中を感づいていたシュトラッサーはレームに、2人で逆にヒットラー抜きの政権を目指す策略案を提案する。そうしないと我々はヒットラーに殺されると言う。激しい会話の応酬が交わされるが、あくまでレームは、ヒットラーを裏切るような行動に加担できないと言い、聞き入れない。
第3幕 - 1934年6月30日夜半。ベルリン首相官邸の大広間。
レームとシュトラッサーを「長いナイフの夜」で粛清した後の眠れぬ夜、ヒットラーはクルップを呼び出す。互いに粛清を正当化しつつ、クルップが、「アドルフ、よくやったよ。君は左を斬り、返す刀で右を斬ったのだ」と言い、ヒットラーが、「そうです、政治は中道を行かなければなりません」と答える台詞で幕引きを迎える。

## 作品評価・研究

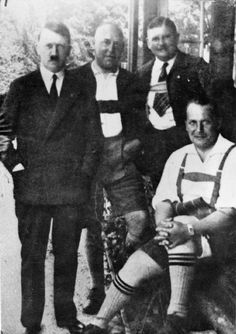
1932年、ベルヒテスガーデン。左からヒトラー、シュトラッサー、レーム、ゲーリング

『わが友ヒットラー』は、戯曲としての出来は悪くはないが、ヒットラーを扱っているというタブーから、海外では上演が行われない傾向がある。発表当時も作品自体のことよりも、俳優が観客にウケるためカーテンコールの挨拶でやっている「ナチス式敬礼」について批判し、「今通じる洒落と通じない洒落がある」と秋山安三郎が述べている。しかし、そのような中でも小島信夫は、「古典演劇のようなレトリックの多い文章でしゃべらせているので、福田恆存氏訳のシェークスピアを読むような感じがするが、非常に充実感がある」と評価している。
マイコウィッチ・ミナコ・Kは、三島がヒットラーへの興味よりもレーム事件に興味を持ち、〈レームに私はもつとも感情移入して、日本的心情主義で彼の性格を塗り込めた〉と説明している創作意図を鑑み、「この戯曲はかなり日本化されたヒットラー劇という特性を備えている」と説明しながら、この劇のヤマ場が第2場の、レームが断固としてヒットラーを信じる場面だとし、「それだからこそ、〈わが友ヒットラー〉という表題の意義が大きく浮かび上がるわけである」と解説し、最後のヒットラーの台詞を「三島の技倆を遺憾なく発揮したもの」と評している。
佐藤秀明は、ヒットラーに厚い友情を抱く突撃隊のレームと、ナチスの私兵・突撃隊の処分を考えていたヒットラーを比較し、全体主義の移行のために一旦中道政治の方向を示して国民の支持を取りつけようとするヒットラーよりも、私兵「楯の会」を率いる三島は当然突撃隊のレームと重なるとし、そこに必然的に浮上してくる「政治的敗北」ということを考え併せ、「三島は政治的な敗北を予言したのだろうか」と疑問を呈しながら、むしろ三島が告白しようとしたのは、「政治的勝利や政治的権謀術数への訣別の意志」であり、「粛清される側に立つ三島」が、ヒットラーを「わが友」と呼んだのは、レームの言う「軍隊への郷愁」を、敗者になることでそのまま享受しようという「心情」があったからだと考察している。
伊藤勝彦は、三島の死後に彼の「親友」を自認する「エセ親友」がぞくぞくと出てきたことから、三島が生前にそういった多くの取り巻きの者たちの媚態や偽善を見抜き、華やかで社交的な振舞いの中でも孤独を感じて「真の友」を欲していた人であり、いわばシュトラッサーのようにヒットラーの裏切りを事前に敏感に察知できるような「明察」の人だったとして、それゆえ三島は、自身とは異質の他者である「愚直で、誠実で、人を信じきることができる男」であるレームになりたいと思い、愚直に美に邁進してそれを体現する悲劇的な人物に憧れていたと考察している。そして三島の造型したそのレーム像について伊藤は以下のように解説し、レーム同様に「楯の会」を率いていた三島も、「戦士共同体の再現はもはや帰らぬ夢であることを知りぬいていた」が、それにもかかわらず、「それを信じることにいのちを賭けてみたかった」のだとしている。
また伊藤は、ヒットラーの造型については、決して「狂気の人」ではなく、「冷酷無残な政治的人間」であり、そこに「現実政治の実態」を三島が描いているとして、その観点でいくと、「ヒットラーが異常性格で狂人にひとしい存在であるという常識」に妥協していた公演（石沢秀二の演出、平幹二朗の演技）は、三島の原作の「真精神を裏切っていた」と劇評している。
そして、「もっとも冷静で、正気な人間のうちにも、狂人以上の冷酷無残がひそんでいる」という「正気という名の狂気」がこの劇の主題であり、三島が言いたかったのも、「あなたはヒットラーを自分とは無縁な特殊人間に仕立てあげ、ヒューマニズムの中に安住していたいのだろうが、そのあなたの中にもヒットラーが生きている。あなた自身、“ヒットラーの友”なのかもしれませんよ」ということだろうと伊藤は考察し、しかしながら演出家の強調点が三島の真意と噛み合っていないにもかかわらず、『わが友ヒットラー』で交わされる台詞には、三島の精神が躍動し、演劇空間の中に三島が甦り、「三島由紀夫は生きている」と実感できるとして、「すぐれた芸術作品はかくも不出来な演出の中においてすら、真価を発揮する」と評している。

## エピソード
1968年（昭和43年）暮、『わが友ヒットラー』の来年上演予定の告知として新聞紙上に、ヒットラーに扮した村上冬樹や、勝部演之のレームの写真が掲載され、そのコスチュームが上野の中田商店あたりで買ったような米軍の中古の執務服に、二級鉄十字勲章のレプリカをつけただけだったのを見た、当時中学3年だったヒットラー・マニアの少年が、劇団「浪曼劇場」に電話をかけて来たという。将来ドイツ現代史の研究家を志していたその少年・後藤修一は、歴史の時代考証上の協力を申し出た。三島はその申し出を喜び、その晩さっそく少年の家に電話をかけ稽古場へ来てもらうこととなった。
ナチスの制服や突撃隊の軍服や勲章、ヒットラーの仕草、朝食のメニューなど細かい考証を助言した後藤修一は当時を振り返り、「三島さんは革のジャンパーにGパンという軽装で現れ、僕は最初、大道具の方かと見まがったほどだった」と回想し、後藤が「三島先生！」と呼びかけると、三島は笑い「先生と呼ばれるほどの馬鹿でなし。三島さんで良い」と言ったという。後藤は、「だから、僕は今でも一貫して“三島さん”である」と述べている。当時、舞台監督をしていた和久田誠男によると、当初原稿で、「シュトラーサー」となっていたのも後藤少年に指摘され、再版で「シュトラッサー」に改められたという。和久田は、「その時、三島さんもいたんだよね。その子から、これはシュトラッサーですよ、って指摘を受けたんです」と述懐している。
また、公演閉幕後、高校生となった後藤修一は友人と共に閉幕パーティーに招待された。後藤はその時のことを回顧し、以下のように語っている。

1969年の初演でレームを演じた勝部演之は、米軍放出の生地を仕入れ、仮縫いにも立ち会って事細かに指示を出すなど、三島のレームの衣装への拘りは凄まじかったと述べている。また、三島が稽古場で俳優に対して芝居の中身や要望などを話すことは殆どなかったが、通し稽古の際、クルップの杖が倒れるシーンで芝居を止め、「稽古場でさんざん、僕、注文したじゃないですか。それが全然できてないです。それはあなた、意識的に放してらっしゃいます」と青筋を立てて怒っていたと話している。三島は、杖が倒れた音が聞こえたことで初めて、クルップの手から杖が放れた＝権力が（クルップからヒットラーに）移行したことが分かる、という演出を意図しており、クルップの手から抜け落ちた権力の象徴としての杖を意識的に手から放して、その瞬間が観客の目に留まってはならないと、そのシーンに強く拘っていたという。勝部自身は三島からは、「若くって、美しくって、さっそうとしてればいいよ」と言われたのみで怒られた覚えはなく、「言ってもしょうがないんだと思ってたのかもしれない」と述懐している。

## おもな舞台公演
- 初演・劇団浪曼劇場 第1回公演
  - 1969年（昭和44年）1月18日 - 31日 東京・紀伊國屋ホール
2月1日 - 2日 名古屋・名鉄ホール、2月4日 京都会館第2ホール、2月6日 大阪・毎日ホール
  - 演出：松浦竹夫。美術：秋山正。照明：浅沼貢。音楽：矢代秋雄。効果：秦和夫。舞台監督：和久田誠男
  - 出演：村上冬樹（ヒットラー）、勝部演之（レーム）、近藤準（シュトラッサー）、中村伸郎（クルップ）
- 劇団浪曼劇場第2回公演
  - 1969年（昭和44年）5月9日 秋田県民会館、5月10日 新潟市民会館、5月22日 - 23日、6月14日 東京・農協ホール
  - ※ スタッフ・キャストは第1回公演と同じ。
- 劇団まほろば 第3回アトリエ公演　
  - 1971年（昭和46年）12月5日 東京・まほろば稽古場
- 松竹 三島由紀夫作品連続公演 VI 完結
  - 1975年（昭和50年）6月13日- 23日 東京・紀伊國屋ホール
  - 演出：石沢秀二（青年座）。装置：高田一郎。照明：氏伸介。音楽・作曲：北原英礼。音響：高橋巌。考証：後藤修一、関健。舞台監督：土岐八夫。制作：寺川知男
  - 出演：平幹二朗（ヒットラー）、尾上辰之助（レーム）、菅野忠彦、田中明夫
  - ※ ビクターより1975年（昭和50年）11月、舞台録音のLPレコード発売。
- 劇団遥公演
  - 1982年（昭和57年）4月7日 - 11日 東京・銀座みゆき館劇場
  - 演出・美術：河合進。照明：松村剛。音響：椿原幹子。舞台監督：内木一久。制作：伊藤健
  - 出演：村木亮、北田学、斉前泰三、東冨士郎
- 極楽蜻蛉公演
  - 1983年（昭和58年）9月24日 - 25日 東京・パモス青芸館
  - 演出：多田正浩
  - 出演：千葉晋一、橋本泉、多田正浩
- 劇団新芸術創立15周年記念公演「三島 in 猿楽町空間4」
  - 1986年（昭和61年）8月2日 - 24日（土・日公演） 東京・猿楽町空間
  - 演出：中城まさお。美術・衣裳：中山さち子。照明：相馬利光
  - 出演：中城まさお、竹広零二、久田昭三、五十川泰広
- 劇団テアトロ＜海＞第42回公演
  - 1989年（平成元年）8月29日 - 9月7日 東京・シアターモリエール
  - 演出：松浦竹夫。美術：秋山正。照明：今井直次。効果：秦和夫。舞台監督：正井令二。制作：福田恒雄、松浦啓子
  - 出演：佐藤祐治、堀井真吾、江口智流、竹内春樹
- うずめ劇場 第1回公演
  - 1996年（平成8年）4月11日 - 14日 北九州・北九州市立女性センター ムーブ
  - 演出：ペーター・ゲスナー。美術：村上勝。照明：深田稔。衣裳：大原よう子、大原小夜子。音響効果：島本百恵。音楽：五十嵐康弘、ボビー。舞台監督：松尾容子。制作：大楠ゆうこ
  - 出演：山口恭子、坪原由賀里、江口靖、ペーター・ゲスナー
- ク・ナウカ主催「野望祭」公演
  - 2003年（平成15年）5月30日 - 6月2日 東京・法政大学学生会館大ホール
  - 演出：倉迫康史。美術：伊藤雅子。照明：木藤歩。衣裳デザイン・制作：ROCCA WORKS。舞台監督：弘光哲也
  - 出演：阿部一徳、錦部高寿、大高浩一、吉植荘一郎
  - ※ 『サド侯爵夫人』、ルイジ・ピランデルロ作『山の巨人たち（イタリア語版）』と連続公演。
- Bunkamura公演
  - 2011年（平成23年）2月2日 - 3月2日 東京・シアターコクーン、3月8日 - 3月20日　大阪・シアターBRAVA!
  - 演出：蜷川幸雄
  - 出演：東山紀之（レーム）、生田斗真（ヒットラー）、木場勝己（シュトラッサー）、平幹二朗（クルップ）
  - ※ 「ミシマダブル」と題して、同一キャストで『サド侯爵夫人』と『わが友ヒットラー』が交互に上演された。『サド侯爵夫人』には、大石継太、岡田正が加わる。
- CEDAR 第9回公演
  - 2022年（令和4年）3月19日～27日 東京・すみだパークシアター倉
  - 演出：松森望宏
  - 出演：君沢ユウキ（レーム）、谷佳樹（ヒットラー）、桧山征翔（シュトラッサー）、森田順平（クルップ）

## おもな刊行本
- 『わが友ヒットラー』（新潮社、1968年12月10日） NCID BN15354217
  - 装幀：前川直。布装。紫色帯。貼函。写真提供：共同通信。帯に「44年1月上演決定」とある。巻末に初演データ。144頁
- 文庫版『サド侯爵夫人・わが友ヒットラー』（新潮文庫、1979年4月25日。改版2003年6月30日。新版2020年11月1日）
  - カバー装幀：辰己四郎。カバー写真提供：メゾン・デ・ザール。付録・自作解題：三島由紀夫
  - 帯（表）に「ルノー/バロー劇団来日公演決定！」とある。
  - 収録内容：「サド侯爵夫人」「わが友ヒットラー」「自作解題」（跋（『サド侯爵夫人』）、『サド侯爵夫人』について、『サド侯爵夫人』の再演、豪華版のための補跋（『サド侯爵夫人』）、作品の背景――『わが友ヒットラー』、『わが友ヒットラー』覚書、一対の作品――『サド侯爵夫人』と『わが友ヒットラー』）
  - ※ 改版2003年より、カバー改装：新潮装幀室（新版解説：平野啓一郎）
- 英文版『My Friend Hitler and Other Plays』（訳：佐藤紘彰）（Columbia University Press、2002年11月15日。他）
  - 収録作品：鹿鳴館（The Rokumeikan）、楽屋で書かれた演劇論（Backstage Essays）、朱雀家の滅亡（The Decline and Fall of The Suzaku）、わが友ヒットラー（My Friend Hitler）、癩王のテラス（The Terrace of The Leper King）、悪の華（The Flower of Evel： Kabuki）、椿説弓張月（A Wonder Tale： The Moonbow）

### 全集収録
- 『三島由紀夫全集23（戯曲IV）』（新潮社、1974年11月25日）
  - 装幀：杉山寧。四六判。背革紙継ぎ装。貼函。
  - 月報：松浦竹夫「雪翁はもういない」。《評伝・三島由紀夫 19》佐伯彰一「伝記と評伝（その10）」。《同時代評から 19》虫明亜呂無「『サド侯爵夫人』をめぐって」
  - 収録作品：「源氏供養」「喜びの琴」「美濃子」「恋の帆影」「サド侯爵夫人」「憂国」「アラビアン・ナイト」「朱雀家の滅亡」「ミランダ」「わが友ヒットラー」
  - ※ 同一内容で豪華限定版（装幀：杉山寧。総革装。天金。緑革貼函。段ボール夫婦外函。A5変型版。本文2色刷）が1,000部あり。
- 『三島由紀夫戯曲全集 下巻』（新潮社、1990年9月10日）
  - 四六判。2段組。布装。セット機械函。上巻と2冊組での刊行。
  - 収録作品：「熊野」「女は占領されない」「熱帯樹」「プロゼルピーナ」「弱法師」「十日の菊」「黒蜥蜴」「源氏供養」「喜びの琴」「美濃子」「恋の帆影」「聖セバスチャンの殉教」「サド侯爵夫人」「憂国」「アラビアン・ナイト」「朱雀家の滅亡」「ミランダ」「わが友ヒットラー」「癩王のテラス」「椿説弓張月」「文楽 椿説弓張月」「附子」「LONG AFTER LOVE」〔初演一覧〕
- 『決定版 三島由紀夫全集24巻 戯曲4』（新潮社、2002年11月8日）
  - 装幀：新潮社装幀室。装画：柄澤齊。四六判。貼函。布クロス装。丸背。箔押し2色。
  - 月報：立松和平「厳粛なる快楽」、斎藤康一「ファインダーの中の三島さん」、〔天球儀としての劇場4〕田中美代子「政治劇のあとに」
  - 収録作品：「喜びの琴」「美濃子」「恋の帆影」「サド侯爵夫人」「撮影台本 憂国」「アラビアン・ナイト」「朱雀家の滅亡」「ミランダ」「わが友ヒットラー」「『喜びの琴』創作ノート」「『美濃子』創作ノート」「『恋の帆影』創作ノート」「『アラビアン・ナイト』創作ノート」「『朱雀家の滅亡』創作ノート」「『ミランダ』創作ノート」

## 音声資料
- 『わが友ヒットラー』（ビクター、1975年11月） - 舞台録音
  - LP盤2枚。ジャケット。ブックレット：三島由紀夫「『わが友ヒットラー』覚書」。石沢秀二「怪物ヒットラーの演出」。虫明亜呂無「役者冥利につきる演劇作品」。永山雅啓「三島作品連続公演の完結」掲載。
  - レコーディング・ディレクター：福田千秋。ミキサー：寺尾寿章。舞台写真：吉田千秋。アルバムデザイン：窪田啓二郎。シンボルマーク：杉山寧
  - ※1975年（昭和50年）6月21日に紀伊國屋ホールで行われた「三島由紀夫作品連続公演 VI 完結」を録音したもの。
- 『決定版 三島由紀夫全集41巻 音声(CD)』（新潮社、2004年9月10日） - 三島による脚本読みが録音
  - CD7枚。内函装幀：新潮社装幀室。装画は柄澤齊。ブックレット：「解題」収録。
  - 収録内容：〔1〕わが友ヒットラー（第一幕）〔2〕わが友ヒットラー（第二幕、第三幕）〔3〕椿説弓張月〔4〕我が国の自主防衛について〔5〕悪の華――歌舞伎、英霊の聲、起て! 紅の若き獅子たち、からつ風野郎〔6〕青春を語る（対談：徳大寺公英）〔7〕私はいかにして日本の作家になつたか
  - ※「わが友ヒットラー」の脚本読みは、劇団浪曼劇場の松浦竹夫、和久田誠男、寺崎嘉浩の立ち合いのもと、神田駿河台の劇団事務所にて1968年（昭和43年）10月半ば頃に録音されたもの[注釈 1]。